# Sven Hannawald
Sven Hannawald, nemški smučarski skakalec, * 9. november 1974, Erlabrunn, Saška, Nemčija.
Leta 1998 je osvojil dve srebrni medalji, eno na svetovnem prvenstvu v poletih v Oberstdorfu, drugo pa na olimpijskih igrah v Naganu, leto kasneje pa še eno v Ramsauu.  
V svetovnem pokalu je prvič zmagal v sezoni 1997/98 na tekmi novoletne turneje v Bischoshofnu, na kateri je v sezoni 2001/02 zmagal na vseh štirih možnih preizkušnjah, kar ni uspel še nobenemu. V svetovnem pokalu je bil dvakrat 6. (1997/98 in 1998/99) in dvakrat 2. ( 2001/02 in 2002/03). V svetovnem pokalu je skupaj osvojil 17 zmag.
Leta 2000 je v Vikersundu postal svetovni prvak v poletih, dosežek pa je ponovil tudi leta 2002 v Harrachovu. Istega leta je na olimpijskih igrah v Salt Lake Cityju osvojil zlato ekipno medaljo, na tekmi, ki so jo Nemci dobili za desetinko točke pred  Finci. Skupaj z Martinom Schmittom sta skupaj tvorila nemški tandem in prevlado v smučarskih skokih.
Nato pa so se za peresno lahkega skakalca začele bolezenske težave. Dobil je t. i. sindrom izgorevanja, zaradi katerega je bil prisiljen počivati. Ker pa je bi bila ponovna vrnitev v svetovni vrh zelo težka, se je Hannawald 3. avgusta 2005 odločil, da zaključi kariero profesionalnega smučarskega skakalca.

### Zmage
| Sezona  | Država/Prizorišče        |
| ------- | ------------------------ |
| 1997/98 | Bischofshofen            |
| 1997/98 | Oberstdorf (K-180)       |
| 1999/00 | Kulm                     |
| 1999/00 | Trondheim                |
| 1999/00 | Oslo                     |
| 1999/00 | Planica                  |
| 2001/02 | Titisee-Neustadt         |
| 2001/02 | Oberstdorf               |
| 2001/02 | Garmisch - Partenkirchen |
| 2001/02 | Innsbruck                |
| 2001/02 | Bischofshofen            |
| 2002/03 | Engelberg                |
| 2002/03 | Oberstdorf               |
| 2002/03 | Zakopane                 |
| 2002/03 | Zakopane                 |
| 2002/03 | Kulm                     |
| 2002/03 | Willingen                |